# Kvinnorörelsen
Kvinnorörelsen är ett övergripande begrepp för organiserad feminism, den sociala och politiska rörelse som på olika sätt arbetat för att stärka kvinnors rättigheter i samhället. Begreppet omfattar alla typer av enskilt arbete, lösa allianser, föreningar och större organisationer som genom historien kämpat för kvinnans rättigheter. 
I dag används istället ofta begreppet feminismen. Ordet feminist var ursprungligen ett nedsättande ord för personer som inte anpassat sig till könskonventionerna, men benämningen togs över av kvinnorörelsen vid den  internationella kvinnokonferensen i Paris 1892. Begreppet feminism introducerades i Sverige 1903 av Frida Stéenhoff med texten Feminismens moral men det skulle dröja ytterligare några decennier innan det blev allmänt använt inom kvinnorörelsen. I texten skrev Stéenhoff: 
"Feminism är det samma som kvinnofrigörelse, kvinnorörelse, kvinnoemancipation; men jag föredrar att använda ordet feminism, därför att det är det namn, som antagits öfver hela den bildade världen för att betona rörelsens senare och modärnare stadium, till skilnad från mera föråldrade ståndpunkter."

## Kvinnorörelsens vågor
Kvinnorörelsen, eller den organiserade feminismen, delas ofta in i flera olika faser med utgångspunkt från Västvärlden: den första vågens feminism, andra vågens feminism, tredje vågens feminism och, ibland, fjärde vågens feminism. 
Den första vågens feminism, eller första vågens kvinnorörelse som det ofta också kallas (bland annat eftersom ordet feminism ännu inte var etablerat) ägde rum vid olika tillfällen i olika länder (i t.ex. Sverige ca 1880–1920). Kvinnorörelsen vid denna tid fokuserade till stor del på att få igenom förändringar i lagstiftningen som diskriminerade kvinnor och införa grundläggande lika basrättigheter. Det handlade till exempel om rätten att rösta, att utbilda sig, yrkesarbeta och kontrollera sin egen ekonomi. En annan viktig rättighet var den om juridisk frihet från förmynderskap: under denna tid stod kvinnor i många länder under förmynderskap av närmaste manliga släkting (som ogifta) eller under sin make som gifta: i till exempel Sverige blev ogifta kvinnor myndiga 1863, men fram till 1921 förlorade de fortfarande sin myndighet och hamnade under makens förmynderskap då de gifte sig.  Den första vågen upphörde sedan kvinnor uppnått grundläggande lika rätt på papperet. 
Den andra vågens feminism, ibland kallad den nya kvinnorörelsen, kallas den aktivitet som inleddes under 1960-talet och som ifrågasatte könsroller, kvinnors rätt till sina kroppar, rätt till fri abort och sin sexualitet. Den var mer vänsterorienterad än tidigare rörelser och hade sitt ursprung i efterkrigstidens ekonomiska och sociala omvälvningar. Under efterkrigstiden och framförallt under 1960-talet väckte den antikoloniala frihetskampen, den amerikanska människorättskampen och antikrigsprotesterna stort engagemang. Åtskilliga kvinnor engagerade sig och fick erfarenhet av organisation, men märkte också att de blev diskriminerade på grund av sitt kön.
Den tredje vågens feminism brukar i Sverige dateras från början av 1990-talet och fram till strax efter millennieskiftet. Denna våg fokuserade på ojämlikhet som inte beror på lagar utan härrör från informella fenomen som könsroller, så som sexuell dubbelmoral och könsdiskriminering inom olika delar av livet och samhället.
Under 2010-talet började det talas om en fjärde vågens feminism som i högre grad än tidigare vågor belyste intersektionella perspektiv. 2017 års #metoo-kampanj med efterspel har ofta lyfts fram som ett exempel på en fjärde våg i Sverige.